# Ikorodu United FC
Der Ikorodu United Football Club ist ein 2009 gegründeter nigerianischer Fußballverein aus Lagos, der aktuell in der ersten Liga, der Nigeria Professional Football League, spielt.

## Stadion
Der Verein trägt seine Heimspiele im Onikan Stadium in Lagos aus. Das Stadion hat ein Fassungsvermögen von 5000 Personen.

## Trainer
| Trainer          | Nation  | von            | bis          |
| ---------------- | ------- | -------------- | ------------ |
| Maurice Cooreman | Belgien | 2. Januar 2015 | 7. März 2017 |